# Circuit de Silverstone
El Circuit de Silverstone és un circuit de curses situat a Northamptonshire (Anglaterra), prop dels pobles de Silverstone i Whittlebury, que va entrar en funcionament el 1948. És la seu dels Grans Premis de Gran Bretanya de Fórmula 1 i de motociclisme. La primera cursa de la història del campionat del món de Fórmula 1 es va córrer a Silverstone el 1950.

## Característiques
L'equipament està situat on hi havia hagut una base de bombarders construïda per la RAF el 1943, durant la Segona Guerra Mundial. El circuit està repartit entre dos comtats diferents (una meitat és a Northamptonshire i l'altra a Buckinghamshire) i és equidistant de Milton Keynes, Northampton i Oxford. Situat en un altiplà escombrat pel vent, una de les seves principals característiques és l'extrema variabilitat de les condicions meteorològiques.

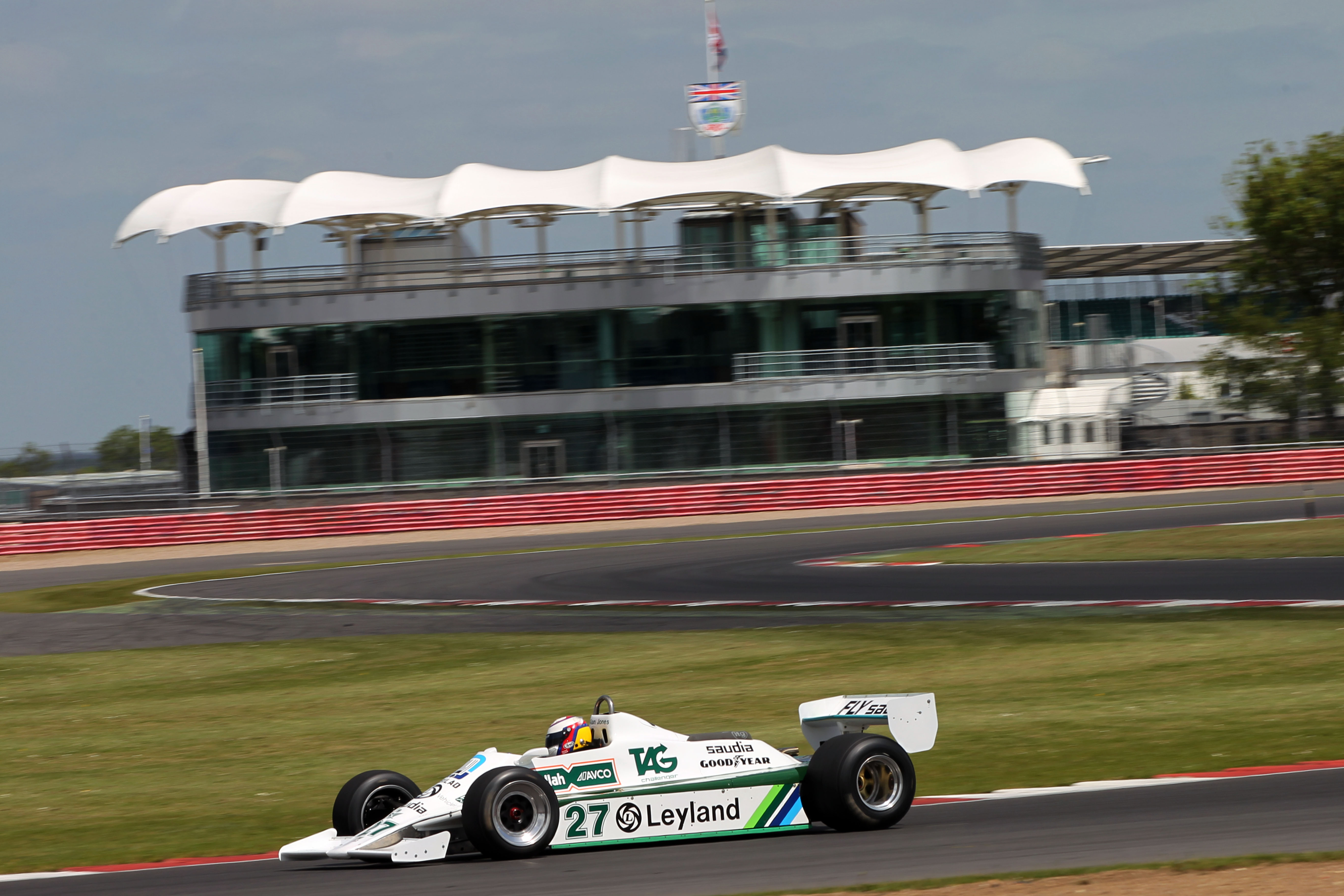
Un cotxe al circuit el 2015

Les tres pistes de l'antic aeròdrom, en la forma triangular clàssica de la Segona Guerra Mundial, voregen el límit exterior de la pista actual i encara es fan servir com a aeroport. Durant el cap de setmana dels Grans Premis, Silverstone es converteix en un dels aeroports britànics més transitats, tant és així que s'hi va crear un centre especial de control de trànsit aeri.
En els darrers anys Silverstone ha estat criticat per les seves instal·lacions deteriorades. Altres crítiques anteriors anaven dirigides cap als embussos de trànsit que s'hi produïen els dies de cursa. El canvi de data de l'any 2000 que va avançar la celebració del Gran Premi al mes d'abril va deixar en evidència la zona dels aparcaments, ja que va quedar enfangada i això va provocar el caos entre els espectadors a l'hora d'aparcar els vehicles.

## Història

### Dècades del 1940 al 1990
Silverstone va néixer com a aeroport militar el 1943 amb el nom de RAF Silverstone. La configuració era l'estàndard amb què es van construir tots els aeroports britànics de la Segona Guerra Mundial: tres pistes disposades en un triangle. Després de la guerra, les primeres curses que s'hi van organitzar el 1948 van fer servir com a circuit les tres pistes d'enlairament, connectades amb tres revolts, cosa que va donar peu a un circuit molt ràpid.

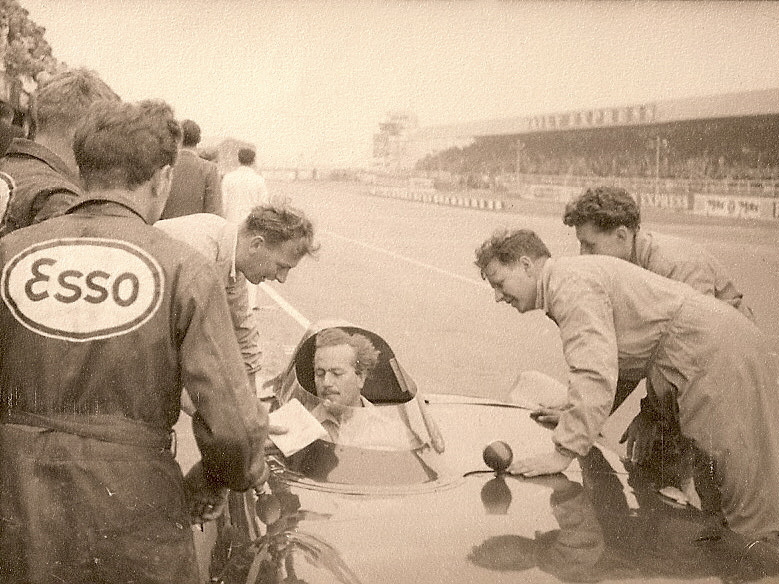
Colin Chapman amb el Lotus a Silverstone durant el GP del 1956

A partir de 1950, les carreteres perimetrals de les pistes d'enlairament es van començar a fer servir també per a les curses i així es va crear un autèntic circuit, el traçat del qual va romandre pràcticament inalterable durant 37 anys. El 13 de maig d'aquell any es va disputar al recinte el I Gran Premi de Gran Bretanya de Fórmula 1, que va guanyar Giuseppe Farina amb un Alfa Romeo. Aquest Gran Premi va anar variant d'emplaçament entre Silverstone, Aintree i Brands Hatch entre 1955 i 1986 fins que, a partir de 1987, es va assentar definitivament a Silverstone.
El 14 de juliol de 1951, José Froilán González va guanyar el Gran Premi de Gran Bretanya amb un Ferrari, cosa que va representar la primera victòria d'aquest fabricant a la Fórmula 1 i també va marcar la davallada irreversible dels motors amb compressor volumètric d'aquesta mena de curses.

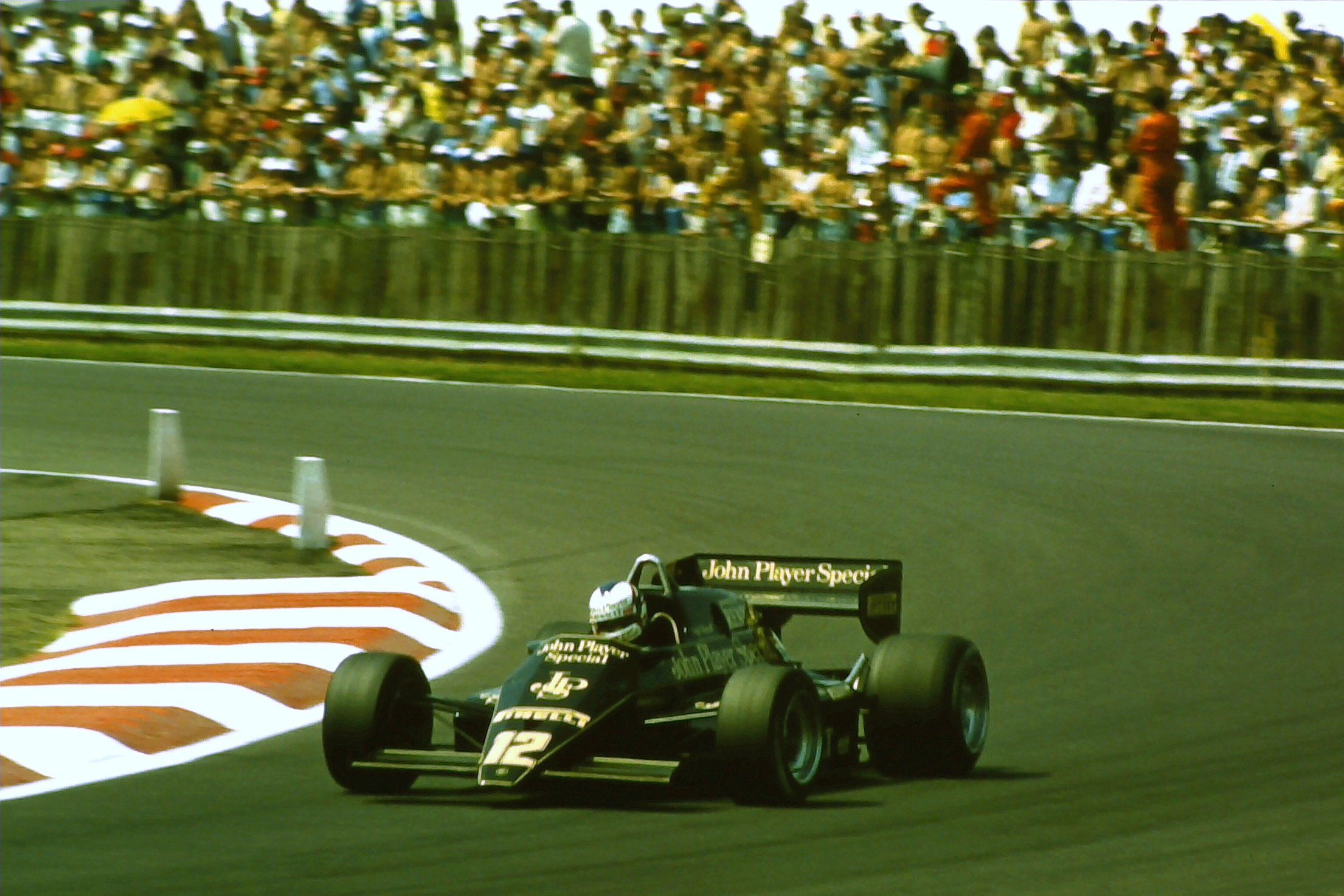
Nigel Mansell al Gran Premi de 1983 a Silverstone

El 1975 es va construir una xicana al circuit per tal d'intentar limitar la velocitat al revolt Woodcote i el 1987 es va modificar el revolt Bridge. Els anys 1990 i 1991 es van fer obres de transformació més importants del circuit, que el van revolucionar tot canviant-lo a una configuració més lenta en privar-lo dels seus històrics revolts Stowe, Club i Woodcote. El canvi de configuració no va ser gaire apreciat pels pilots de Fórmula 1.
El 1997 es va reasfaltar la pista i es van modificar els revolts Priory i Luffield (el de Priory es tornà ràpid, mentre que el conjunt de Luffield perdé els antic dos revolts, reduïts a un de sol) i es va allargar la sortida de la línia de boxs. El 1998 es van pintar els vorals de la pista (primer, de color blanc, després blau-blanc i actualment són de color blanc-vermell). Aquell mateix any, Michael Schumacher va guanyar el Gran Premi en creuar la línia de meta des de la línia de boxs. A la pista Stowe, els vorals van romandre blancs fins al 2011, en què es van repintar de color blanc i vermell per tal de complir amb les normes de les dues pistes.

### Segle XXI
El 30 de setembre de 2004, el president del Club Britànic de Pilots de curses, Jackie Stewart, va anunciar que el Gran Premi de Gran Bretanya no s'inclouria al calendari provisional del 2005, però finalment, el 9 de setembre es va arribar a un acord entre l'empresa que gestiona la instal·lació i Bernie Ecclestone que va garantir la presència de la Fórmula 1 a Silverstone fins al 2009. Cap a finals del mundial del 2008, Ecclestone va anunciar que el Gran Premi del 2010 es traslladaria al circuit de Donington Park, que ja s'havia fet servir molts anys per al mundial de motociclisme i el de Superbike, així com per al Gran Premi d'Europa. Arran de les dificultats dels organitzadors de Donington, el 7 de desembre de 2009 es va signar un acord entre Ecclestone i Silverstone per a mantenir la cursa al circuit durant 17 anys.

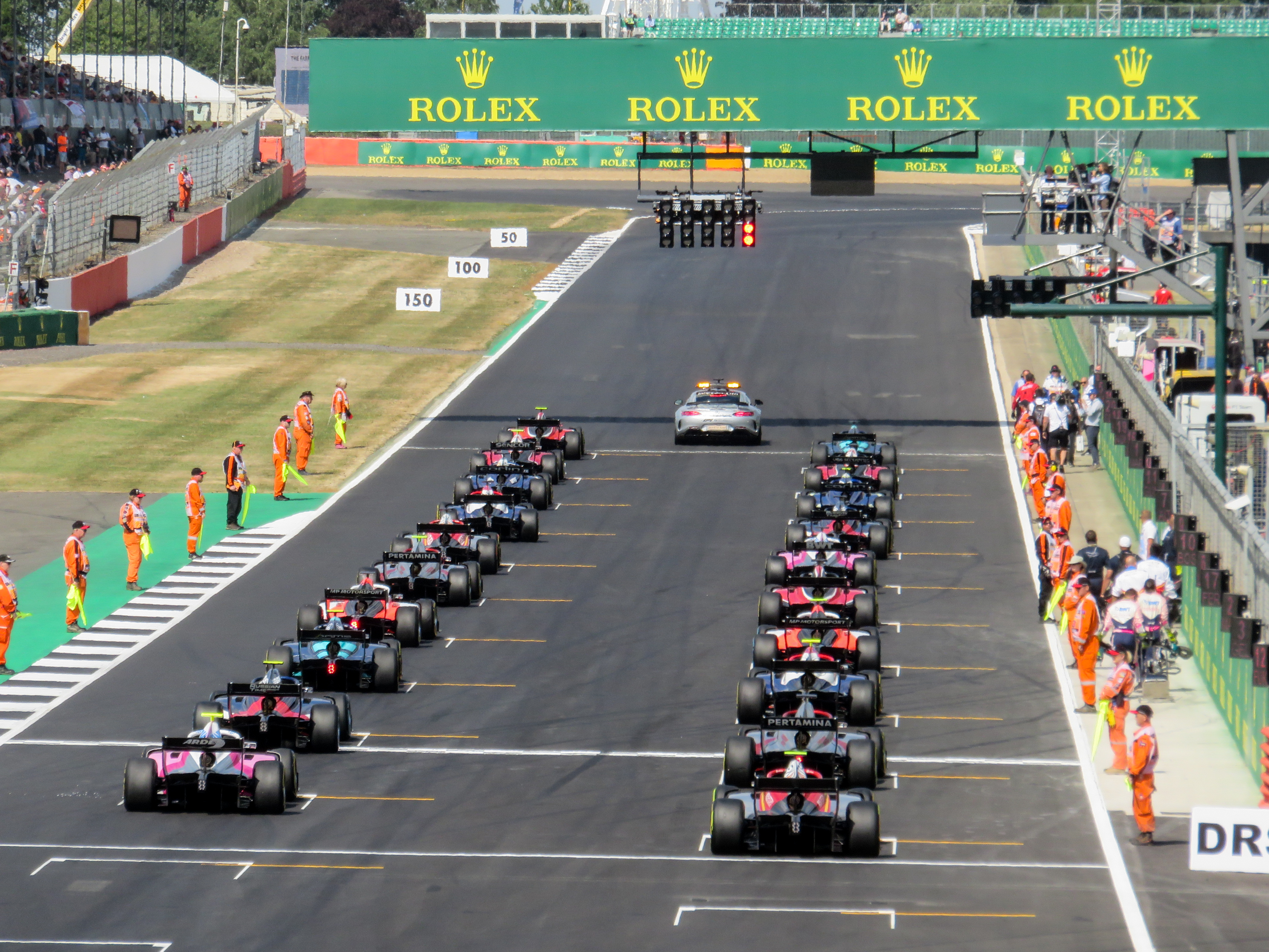
La nova graella de sortida durant el campionat de Fórmula 2 del 2018

La temporada 2010, el circuit es va allargar 750 metres i la Fórmula 1 va fer servir el traçat inicialment previst per al mundial de motociclisme. Des de la temporada 2011 la graella de sortida s'ha desplaçat de la seva posició original entre els revolts Woodcote i Copse, inserint-la entre els revolts Club i Abbey, on també s'ha construït la nova línia de boxs i el nou pàdoc. El tram del circuit entre el revolt Woodcote i Copse, al llarg del qual hi ha l'antiga línia de boxs, es va anomenar "recta internacional" (International Pits Straight).
El 2012 es va reasfaltar l'antiga recta de sortida de la Fórmula 1 i el 2018 es va reasfaltar la pista sencera. La nova superfície, però, va provocar crítiques tant per part dels pilots de Fórmula 1 com, sobretot, dels de MotoGP a causa del mal drenatge de l'asfalt i de la presència de massa ressalts, que el feien massa perillós per a córrer-hi sota la pluja. El Gran Premi de Gran Bretanya de motociclisme del 2018, disputat amb temps plujós, es va haver d'anul·lar a causa de diversos accidents causats pel mal drenatge de la pista. Immediatament després es va constituir una comissió d'investigació dirigida pel dissenyador Jarno Zaffelli. A la llum de les conclusions de la investigació, la pista es va reasfaltar de nou a l'estiu del 2019. Les obres, acabades en temps rècord, van ser dirigides per l'empresa italiana Dromo. Els Grans Premis posteriors de Fórmula 1 i MotoGP van tenir lloc amb normalitat i a tots dos s'hi van establir rècords de volta ràpida a totes les categories.

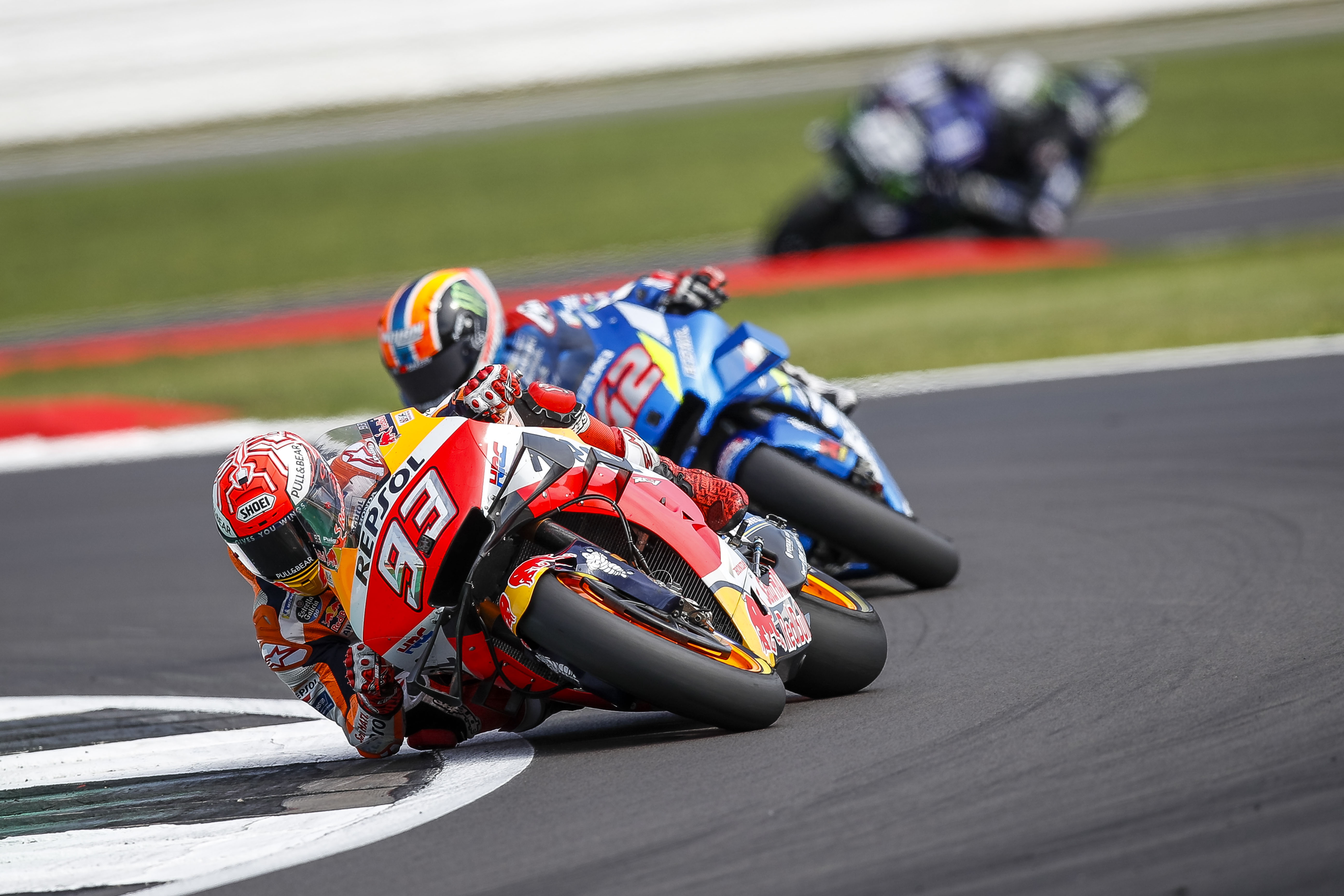
Marc Márquez i Àlex Rins a Silverstone durant el GP de MotoGP del 2019

Durant la temporada del 2020, el circuit va acollir el Gran Premi del 70è Aniversari, introduït per la FIA per a garantir un nombre mínim de curses durant el campionat, afectat per la pandèmia de COVID-19. El 12 de desembre d'aquell any, la recta de sortida principal del circuit, coneguda com a International Pits Straight, va ser rebatejada com a Hamilton Straight en reconeixement dels resultats obtinguts durant la temporada pel pilot britànic de Mercedes Lewis Hamilton, aleshores havent igualat el nombre d'èxits a la Fórmula 1 de Michael Schumacher amb els seus set títols mundials.
La temporada del 2021, Silverstone esdevingué el primer circuit de la història del campionat del món de Fórmula 1 en què s'hi experimentà un nou format del cap de setmana del Gran Premi amb la introducció de l'anomenat Sprint Qualifying, emprat per a establir la graella de sortida de la cursa.

## Rècords
Al Gran Premi de 1985, Keke Rosberg va aconseguir la pole position amb un Williams-Honda a una mitjana de 259,005 km/h, cosa que va ser la pole position amb la mitjana més alta de la història de la Fórmula 1. El rècord es va mantenir durant gairebé 20 anys, fins que Juan Pablo Montoya va marcar 259,828 km/h durant la classificació per al Gran Premi d'Itàlia del 2002 al circuit de Monza i dos anys després, Rubens Barrichello el va superar a una mitjana de 260,395 km/h amb un Ferrari. En la classificació per al Gran Premi d'Itàlia de 2018, Kimi Räikkönen va tornar a batre el rècord amb un Ferrari a una mitjana de 263,587 km/h. Dos anys més tard, en la classificació per al Gran Premi d'Itàlia del 2020, el rècord va ser actualitzat una vegada més per Lewis Hamilton amb un Mercedes a una mitjana de 264,362 km/h.

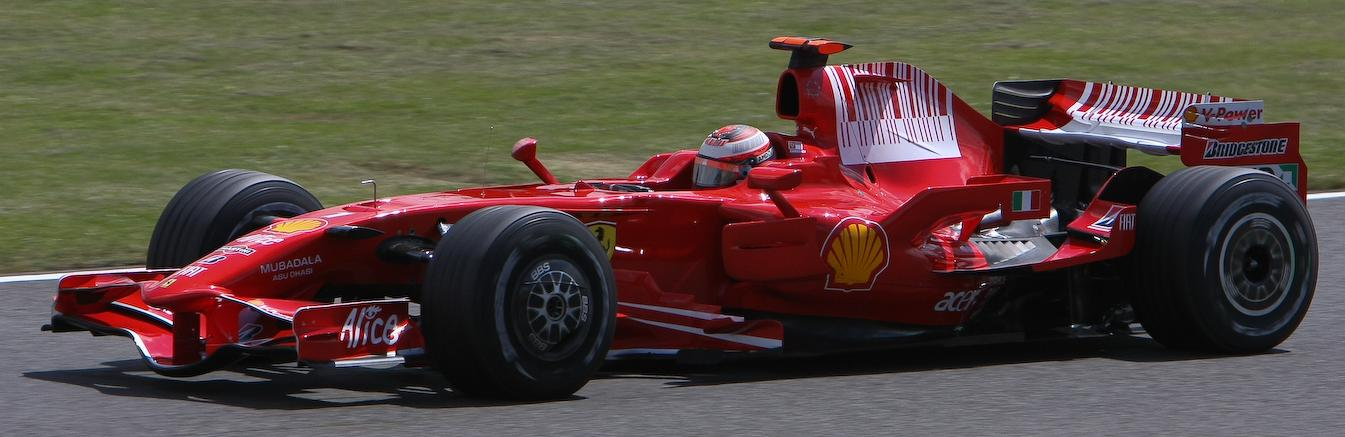
Kimi Räikkönen a Silverstone durant el GP del 2008

El juliol de 2008, Kimi Räikkönen va superar el llindar dels 500 punts al campionat del món a Silverstone. En la història de la Fórmula 1 només ho havien fet abans tres pilots, entre ells Michael Schumacher.
El rècord absolut del circuit, establert per Lewis Hamilton amb el Mercedes en la classificació per al Gran Premi del 2020, és d'1'24"303.

## Historial del traçat

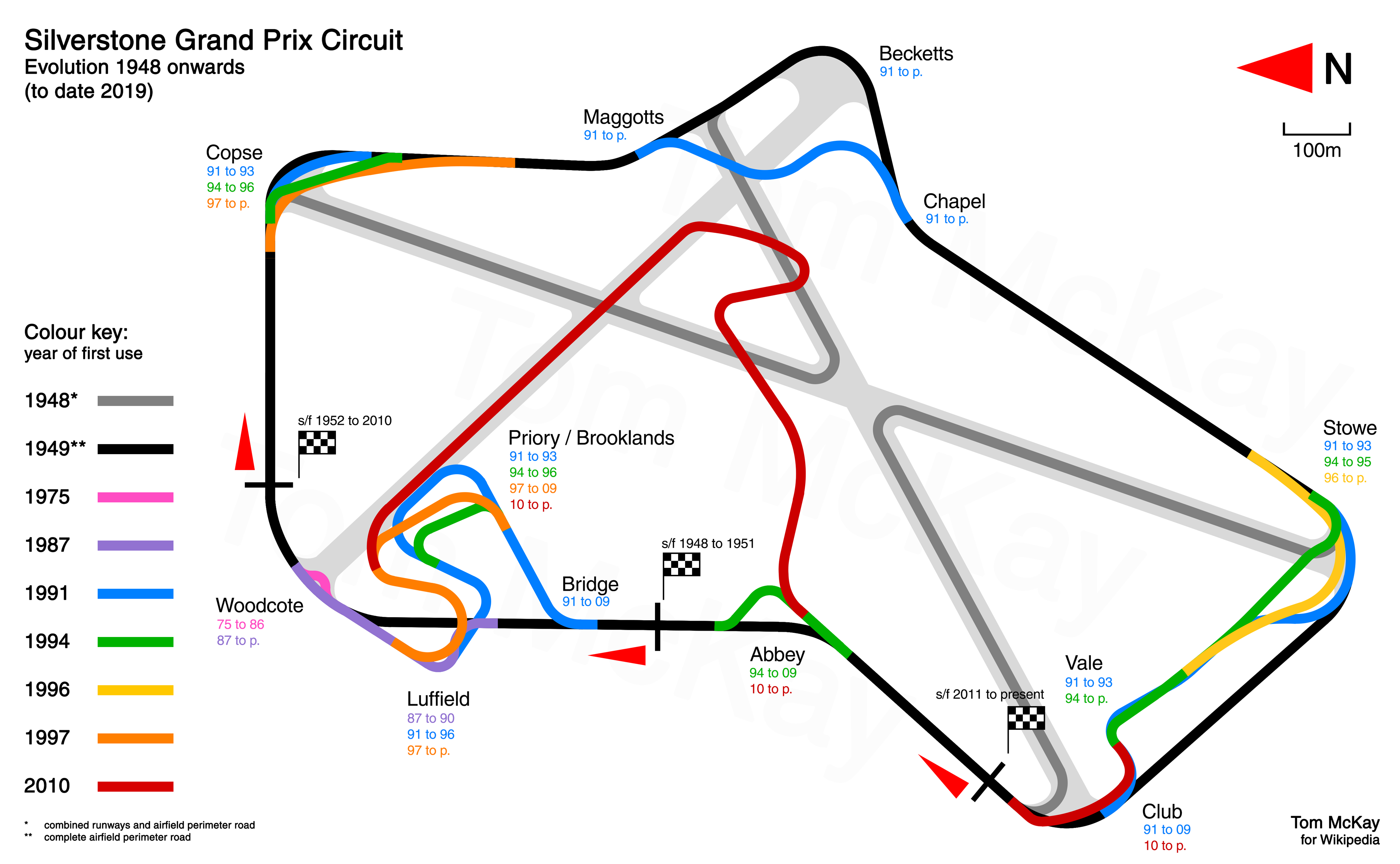
Les diverses configuracions de Silverstone des de 1949
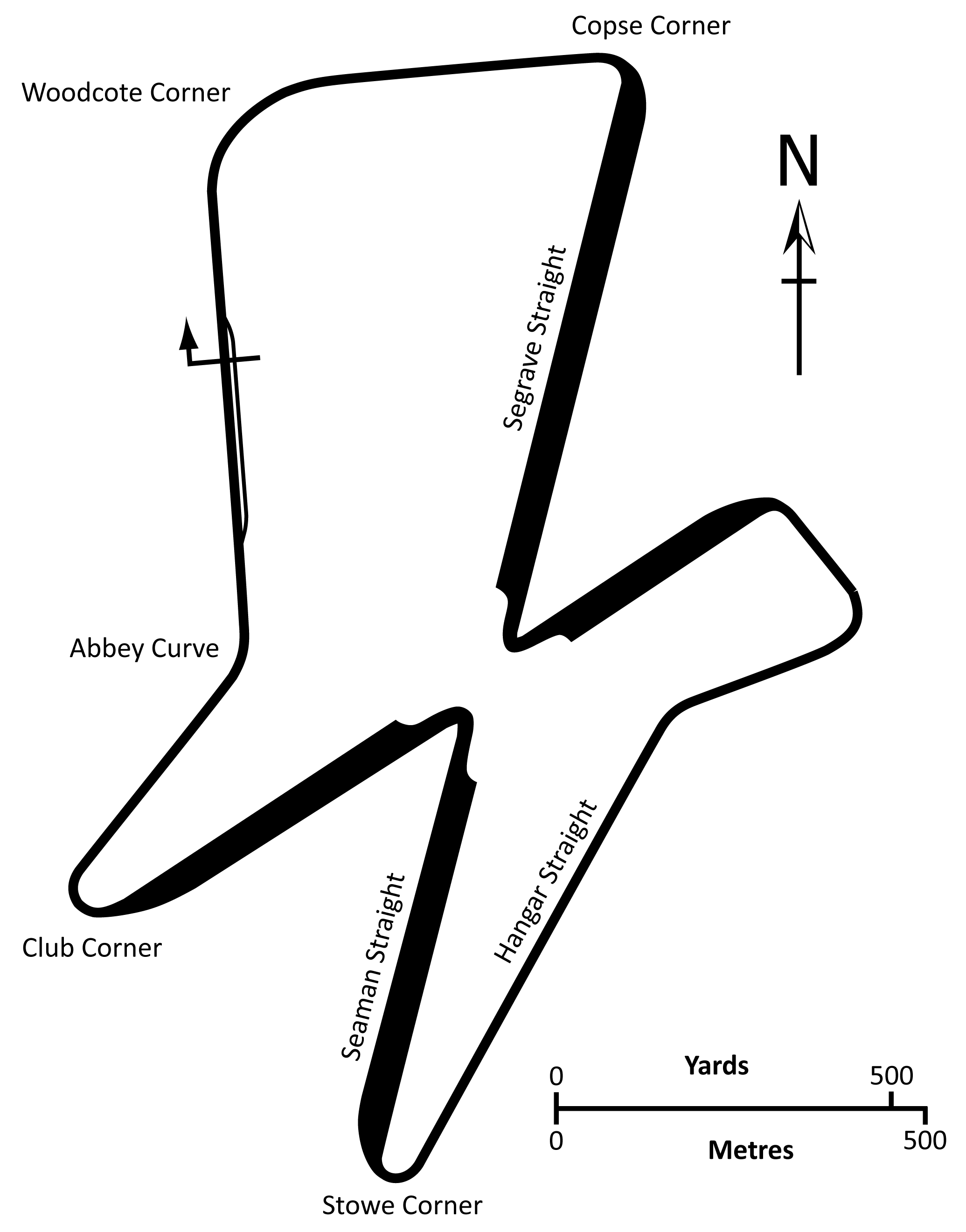
El traçat inicial de 1948
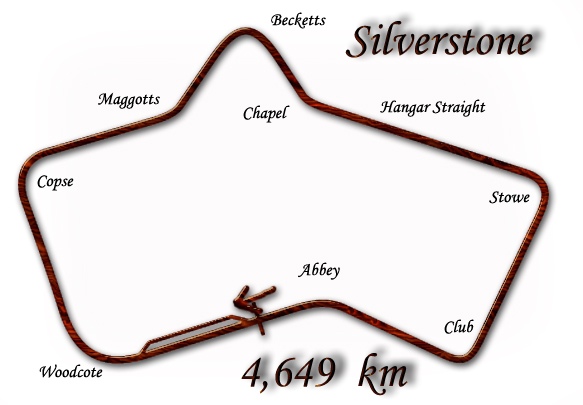
El traçat original emprat de 1949 a 1951
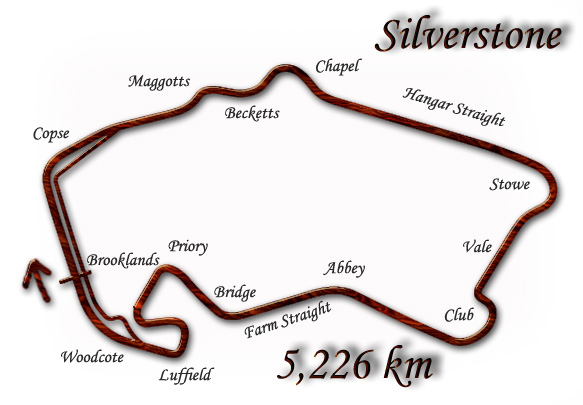
El traçat emprat de 1991 a 1993
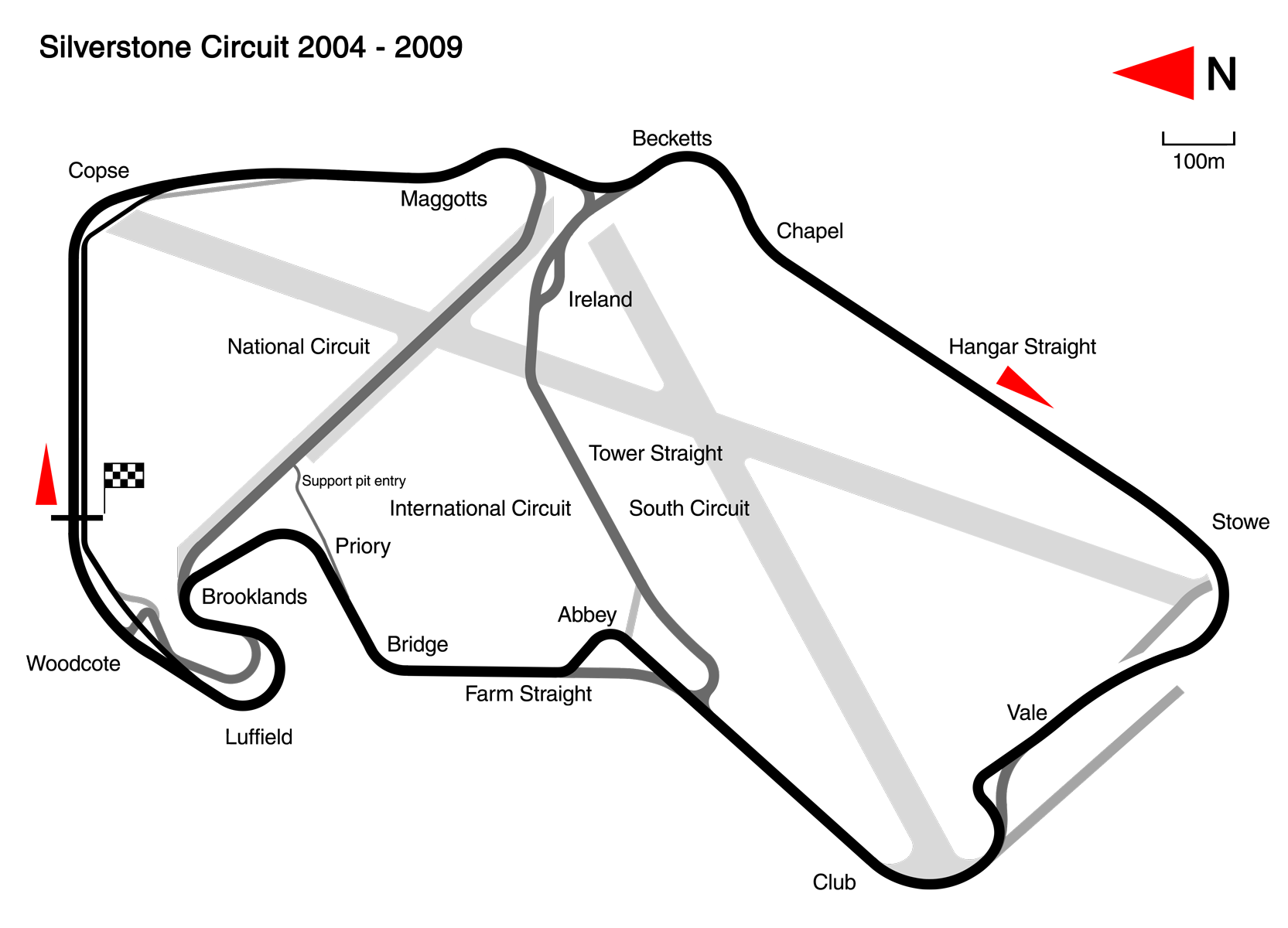
La configuració de 5.141 m emprada a la F1 de 1997 a 2009
La configuració de 5.901 m emprada a la F1 el 2010
La configuració de 5.891 m emprada a la F1 des del 2011[15]